# Durbans
Durbans är en kommun i departementet Lot i regionen Occitanien i södra Frankrike. Kommunen ligger i kantonen Livernon som tillhör arrondissementet Figeac. År 2022 hade Durbans 160 invånare.

## Befolkningsutveckling
Antalet invånare i kommunen Durbans
| Referens: INSEE |